# Pristilepis oligolepis
Đừng nhầm lẫn với Pristolepis, một chi cá nước ngọt.
Pristilepis oligolepis là loài cá biển duy nhất thuộc chi Pristilepis trong họ Cá sơn đá. Loài này được mô tả lần đầu tiên vào năm 1941.

## Từ nguyên
Tên chi, pristilepis, được ghép bởi hai âm tiết trong tiếng Hy Lạp cổ đại: prístis (πρίστις, "cá đao") và lepís (λεπῐ́ς, "vảy"), hàm ý đề cập đến lớp vảy dạng lược lởm chởm của loài cá này. Từ định danh oligolepis được ghép từ olígos (ὀλίγος , "ít") và cũng với λεπῐ́ς, hàm ý đề cập đến việc loài này có ít vảy hơn so với các đồng loại ở chi Holotrachys (= Plectrypops).

## Phạm vi phân bố và môi trường sống
P. oligolepis có phạm vi phân mảnh trải dài trên khu vực Ấn Độ Dương - Thái Bình Dương. Ở Ấn Độ Dương, P. oligolepis chỉ được ghi nhận tại Réunion và cách một khoảng rất xa là ngoài khơi Tây Úc; còn ở Thái Bình Dương, P. oligolepis được tìm thấy tại vịnh Sagami và quần đảo Ogasawara (Nam Nhật Bản); quần đảo Hawaii; đảo Lord Howe (Úc); quần đảo Kermadec (New Zealand); xa hơn về phía đông là đến đảo Phục Sinh.
P. oligolepis là cá tầng đáy sống gần các hốc đá ở độ sâu khoảng 9–348 m.

## Mô tả
Chiều dài cơ thể lớn nhất được ghi nhận ở P. oligolepis là 30 cm. Toàn thân có màu đỏ cam, mỗi vảy có một đốm trắng tạo thành các hàng sọc ngang.
Số gai ở vây lưng: 12; Số tia vây ở vây lưng: 14–15; Số gai ở vây hậu môn: 4; Số tia vây ở vây hậu môn: 11–12.

## Sinh thái học
P. oligolepis là loài ăn đêm.